# Aggretsuko
Aggretsuko è una serie televisiva anime basata sull'omonimo personaggio creato da "Yeti" per la Sanrio. Il personaggio è apparso per la prima volta in una serie di cortometraggi animati di Fanworks trasmessi da TBS tra il 2 aprile 2016 e il 31 marzo 2018. Una serie ONA è stata lanciata in tutto il mondo su Netflix dal 20 aprile 2018 al 16 febbraio 2023.

## Trama
Retsuko è una femmina di panda rosso antropomorfo, di 25 anni e single, che lavora nel reparto contabilità di una società commerciale giapponese. Affrontando ogni giorno frustrazioni costanti da parte di superiori invadenti e colleghi fastidiosi, Retsuko sfoga le sue emozioni andando ogni sera al karaoke bar e cantando death metal. Dopo cinque anni di lavoro quotidiano, i suoi rapporti con i vari colleghi iniziano a cambiare e alterare drasticamente la sua vita e personalità.

## Personaggi
Retsuko (烈子?, Retsuko)
Doppiata da: Kaolip - Rarecho (canto) (ed. giapponese), Jolanda Granato (ed. italiana)
Retsuko è una femmina di panda rosso di 25 anni e single, che lavora nel reparto contabilità di una società commerciale giapponese. Affrontando ogni giorno frustrazioni costanti da parte di superiori invadenti e colleghi fastidiosi, Retsuko sfoga le sue emozioni andando ogni sera al karaoke bar e cantando death metal. Dopo cinque anni di lavoro quotidiano, i suoi rapporti con i vari colleghi iniziano a cambiare e alterare drasticamente la sua vita e personalità.
Direttore Ton (トン?, Tonu)
Doppiato da: Souta Arai (ed. giapponese), Matteo Brusamonti (ed. italiana)
Il direttore del dipartimento contabilità con aspetto di maiale, che crea costantemente a Retsuko situazioni difficili attraverso il sessismo sfacciato o l'eccessivo lavoro. Trascorre la maggior parte del suo tempo a praticare il golf invece di lavorare, anche se ha dimostrato di essere un ragioniere incredibile e a volte dà buoni consigli.
Fenneko (フェネ子?, Feneko)
Doppiata da: Rina Inoue (ed. giapponese), Jenny De Cesarei (1ª stagione, speciale di Natale; 4ª stagione- 5ª stagione) - Ludovica De Caro (2ª stagione- 3ª stagione ) (ed. italiana)
Collega di Retsuko, è un fennec e anche la sua amica più vicina in ufficio. Altamente percettiva e perspicace, è in grado di dedurre lo stato mentale di chiunque attraverso la semplice osservazione delle loro abitudini e deviazioni da esse. Ha una risata molto particolare e monotona. Ha anche la possibilità di scansionare ed analizzare i social network di chiunque.
Haida (ハイ田?, Haita)
Doppiato da: Shingo Kato (ed. giapponese), Alessandro Germano (ed. italiana)
Un mite collega di Retsuko, è una iena macchiata, ha sviluppato una cotta per lei nei cinque anni di amicizia. Il suo approccio a rotatoria per confessare i suoi sentimenti lo mette in molte situazioni comiche. È un appassionato fan del punk rock e suona il basso elettrico.
Direttrice Gori (ゴリ?, Gori)
Doppiata da: Maki Tsuruta (ed. giapponese), Silvana Fantini (ed. italiana)
Una gorilla che lavora come direttrice del marketing presso l'azienda dove lavora Retsuko. Insieme a Washimi, fa yoga con Retsuko e alla fine si unisce a lei nel karaoke. Nonostante la sua natura seria al lavoro, è estremamente eccitabile e si interessa molto al legame con Retsuko.
Signorina Washimi (鷲美?, Washi-bi)
Doppiata da: Komegumi Koiwasaki (ed. giapponese), Chiara Francese (ed. italiana)
Un uccello segretario che lavora come segretaria del presidente della compagnia, è probabilmente il "presidente" di fatto della compagnia a causa della totale incompetenza di quello vero. Volitiva e sicura di sé, è molto equilibrata e dà a Retsuko ottimi consigli. A volte calcia per intimidire coloro che la bacchettano (soprattutto il suo capo), incarnando il classico comportamento del suo animale.
Tsunoda (角田?, Tsunota)
Doppiata da: Rina Inoue (ed. giapponese), Giulia Maniglio (ed. italiana)
Una gazzella di Thomson collega di Retsuko, spesso adula il direttore Ton per rimanere in una posizione favorevole e alleggerire il proprio carico di lavoro. Il suo approccio spudorato alla politica d'ufficio le fa guadagnare l'ira di molti. Tuttavia è molto consapevole di sé e più genuina di quanto la maggior parte delle persone potrebbe credere.
Komiya (小宮?, Komiya)
Doppiato da: Souta Arai (ed. giapponese), Francesco Mei (ed. italiana)
Un suricato, è il braccio destro del direttore Ton. Come Tsunoda, adula Ton, ma sembra essere motivato dalla sincera ammirazione per lui, mentre Tsunoda lo fa solo per benefici calcolati.
Tsubone (坪根?, Tsubone)
Doppiata da: Maki Tsuruta (ed. giapponese), Marina Thovez (ed. italiana)
Un drago di Komodo immediato superiore di Retsuko nel reparto contabilità, è molto condiscendente e adora osservare gli altri fallire in modi non legati al lavoro.
Kabae (カバ恵?, Kabaē)
Doppiata da: Yuki Takahashi (ed. giapponese), Lorella De Luca (ed. italiana)
Un ippopotamo collega di Retsuko e una donna di mezza età, facilmente eccitata dai nuovi pettegolezzi ed afferma di non diffondere mai nulla di malevolo. È sposata con un medico e ha tre figli.
Resasuke (れさすけ?, Resasuke)
Doppiato da: Shingo Kato (ed. giapponese), ? (ed. italiana)
Un panda rosso ex fidanzato di Retsuko che lavora nel reparto vendite presso l'azienda dove lei lavora, è un sognatore ad occhi aperti costantemente, irresponsabile con mansioni lavorative, ha un tono tenero e non ha consapevolezza sociale. Ha una grande collezione di piante rigogliose a casa; ciò suggerisce che il suo personaggio è un gioco sul termine giapponese "uomini erbivori".
Anai (穴井?, Anai)
Doppiato da: Sota Arai (ed. giapponese), Simone Lupinacci (ed. italiana)
È un tasso giapponese, neolaureato e nuovo nel reparto contabilità. Felice e ansioso in apparenza, non prende alla leggera alcun tipo di feedback e lo considera un attacco personale, ciò lo induce a molestare chiunque abbia dato il feedback via e-mail chiedendo scuse scritte, mentre invia le mail la sua faccia diventa cupa e spaventosa. Per questo motivo non è in grado di progredire nel suo lavoro molto velocemente. Ha anche dimostrato di essere molto abile in cucina. Riesce ad aprirsi inizialmente con Kabae, che lo aiuta sul lavoro e lo incoraggia a farsi nuovi amici nell'azienda. Verso fine serie diventa amico di Haida.
Tadano (只野?, Tadano)
Doppiato da: Chiharu Sasa (ed. giapponese), Ezio Vivolo (ed. italiana)
È un asino, si presenta per la prima volta alla scuola guida frequentata da Retsuko, sembra molto pigro e rinunciatario. In seguito si scopre essere un magnate della tecnologia e più intelligente di quanto sembrasse inizialmente. Si avvicina molto a Retsuko fino a fidanzarsi con lei, ma viene lasciato da questi perché non condivide il suo futuro desiderio di sposarsi.
Madre di Retsuko
Doppiato da: Maki Tsurata (ed. giapponese), Paola Della Pasqua (ed. italiana)
È un invadente panda rosso che tende a intrufolarsi a casa di sua figlia per costringerla a sposarsi. Spesso mostra foto di possibili spasimanti, molte delle quali ritoccate per aumentare l'interesse di Retsuko.

## Media

### Serie televisiva anime
Una serie di 100 corti anime di un minuto diretti da Rarecho di Fanworks andò in onda su TBS Television tra il 2 aprile 2016 e il 31 marzo 2018 come parte del programma televisivo Ō-sama no Brunch. Pony Canyon iniziò a pubblicare i cortometraggi su DVD dal 18 gennaio 2017.

### Serie ONA
Una serie originale Netflix ONA venne annunciata a dicembre 2017, con Rarecho che torna come regista e scrittore presso Fanworks. La prima stagione, composta da 10 episodi,venne pubblicata in tutto il mondo il 20 aprile 2018, seguita da uno speciale natalizio il 20 dicembre 2018, la seconda stagione venne pubblicata sempre su Netflix dal 14 giugno 2019 e la terza stagione è uscita sempre su Netflix il 27 agosto 2020. La quarta stagione è uscita il 16 dicembre 2021 e nell'ultimo episodio della stagione compare l'annuncio che presto arriverà la quinta stagione

#### Episodi
| Nº               | Titolo italiano                              | In onda               | In onda |
| Nº               | Titolo italiano                              | Giapponese e Italiano |         |
| Prima stagione   |                                              |                       |         |
| 1                | Un giorno nella vita di Retsuko              | 20 aprile 2018        |         |
| 2                | Una ragazza seria e lavoratrice              | 20 aprile 2018        |         |
| 3                | A breve termine                              | 20 aprile 2018        |         |
| 4                | Matrimonio                                   | 20 aprile 2018        |         |
| 5                | Allo scoperto                                | 20 aprile 2018        |         |
| 6                | Incitamento alla ribellione                  | 20 aprile 2018        |         |
| 7                | Il duello                                    | 20 aprile 2018        |         |
| 8                | Il re dei distratti                          | 20 aprile 2018        |         |
| 9                | Un mondo in rosa                             | 20 aprile 2018        |         |
| 10               | Il sogno finisce                             | 20 aprile 2018        |         |
| extra            | Speciale Natalizio: Buon Metallo e Buon Anno | 20 dicembre 2018      |         |
| Seconda stagione |                                              |                       |         |
| 1                | È l'ora di crescere                          | 14 giugno 2019        |         |
| 2                | Il nuovo assunto                             | 14 giugno 2019        |         |
| 3                | Doppia moratoria                             | 14 giugno 2019        |         |
| 4                | Impatto inevitabile                          | 14 giugno 2019        |         |
| 5                | Fronte unito                                 | 14 giugno 2019        |         |
| 6                | Futuro ignoto                                | 14 giugno 2019        |         |
| 7                | Affetto crescente                            | 14 giugno 2019        |         |
| 8                | Vive sopra le nuvole                         | 14 giugno 2019        |         |
| 9                | I sogni di Retsuko                           | 14 giugno 2019        |         |
| 10               | Una vita straordinaria                       | 14 giugno 2019        |         |
| Terza stagione   |                                              |                       |         |
| 1                | Il bello della vita                          | 27 agosto 2020        |         |
| 2                | Problemi finanziari                          | 27 agosto 2020        |         |
| 3                | Una vita protetta                            | 27 agosto 2020        |         |
| 4                | Cambiamenti in vista                         | 27 agosto 2020        |         |
| 5                | Un riccio di mare nel deserto                | 27 agosto 2020        |         |
| 6                | Svolte                                       | 27 agosto 2020        |         |
| 7                | Una muraglia insormontabile                  | 27 agosto 2020        |         |
| 8                | Sogni infranti                               | 27 agosto 2020        |         |
| 9                | La fine della moratoria                      | 27 agosto 2020        |         |
| 10               | Quando conti fino a dieci                    | 27 agosto 2020        |         |
| Quarta stagione  |                                              |                       |         |
| 1                | Sono una collega                             | 16 dicembre 2021      |         |
| 2                | Il nuovo capo                                | 16 dicembre 2021      |         |
| 3                | Lavoro sporco                                | 16 dicembre 2021      |         |
| 4                | Promesse non mantenute                       | 16 dicembre 2021      |         |
| 5                | Opzioni                                      | 16 dicembre 2021      |         |
| 6                | Lotta per la sopravvivenza                   | 16 dicembre 2021      |         |
| 7                | La promozione                                | 16 dicembre 2021      |         |
| 8                | Ricerca di talenti                           | 16 dicembre 2021      |         |
| 9                | Accesso non autorizzato                      | 16 dicembre 2021      |         |
| 10               | L'incontro                                   | 16 dicembre 2021      |         |
| Quinta stagione  |                                              |                       |         |
| 1                | Una prigione chiamata libertà                | 16 febbraio 2023      |         |
| 2                | L'inquietante Shikabane                      | 16 febbraio 2023      |         |
| 3                | Tra ANAGURA e realtà                         | 16 febbraio 2023      |         |
| 4                | Ricominciare                                 | 16 febbraio 2023      |         |
| 5                | Un messaggero misterioso                     | 16 febbraio 2023      |         |
| 6                | Emergenza familiare                          | 16 febbraio 2023      |         |
| 7                | Missione Rabbia                              | 16 febbraio 2023      |         |
| 8                | Sfida accettata                              | 16 febbraio 2023      |         |
| 9                | Un mondo disconnesso                         | 16 febbraio 2023      |         |
| 10               | L'altra faccia della rabbia                  | 16 febbraio 2023      |         |

### Videogioco
Nel luglio 2020 venne distribuito da Hive il videogioco mobile free-to-play Aggretsuko: The Short Timer Strikes Back per dispositivi Android e iOS, un videogioco rompicapo di abbinamento delle icone. La trama vede Retsuko incaricata del trasferimento dell'ufficio. Procedendo nei livelli è possibile sbloccare le animazioni televisive del 2016.